# Rosslyn Williams
Rosslyn Williams (* 9. Mai 1943) ist eine ehemalige australische Diskuswerferin und Kugelstoßerin.
Bei den British Empire and Commonwealth Games 1962 in Perth gewann sie Silber im Diskuswurf und wurde Siebte im Kugelstoßen.
Im selben Jahr wurde sie Australische Meisterin im Diskuswurf. Ihre persönliche Bestweite in dieser Disziplin von 50,64 m stellte sie am 6. Januar 1962 in Sydney auf.